# السجع (اكتيتر)
السجع هي إحدى مشيخات المملكة المغربية، تتبع جغرافيا لإقليم تاوريرت وإداريًا لاكتيتر. يقدر عدد سكانها بـ 21245 نسمة حسب الإحصاء الرسمي للسكان والسكنى لسنة 2004.